# Otis Blackwell
Otis Blackwell (New York, 16 februari 1931 - Nashville, 6 mei 2002) was een Afro-Amerikaanse componist van rhythm-and-blues- en rock-'n-rollnummers, waaronder enkele van de grootste hits van Elvis Presley en Jerry Lee Lewis. Hij schreef in totaal ongeveer duizend nummers, en van zijn composities zijn wereldwijd bijna 200 miljoen platen verkocht.

## Carrière
Otis Blackwell won in 1952 een talentenwedstrijd in het Apollo Theater in New York en kreeg als prijs een platencontract bij RCA Records. Hij nam voor dat label en een paar andere meer dan 30 nummers op, die hij bijna allemaal zelf schreef. Zijn eerste single was dat ook: Daddy Rolling Stone was een kleine rhythm & blueshit en is later door onder meer The Who gecoverd op de B-kant van hun single Anyway, Anyhow, Anywhere uit 1965. Blackwell kende verder weinig hitparadesucces met zijn eigen platen, maar vele van zijn songs zouden grote hits worden die miljoenen keren werden verkocht.
In 1956 schreef hij samen met Eddie Cooley het nummer Fever, gebruikmakend van het pseudoniem John Davenport. Little Willie John verkocht meer dan een miljoen platen van het nummer. De versie van Peggy Lee uit 1958 zou uitgroeien tot een klassieker.
Datzelfde jaar nam Elvis Presley zijn song Don't Be Cruel op. Het nummer werd op single uitgebracht met Hound Dog en stond elf weken lang op nummer 1 in de Amerikaanse hitparade. Het was het begin van een vruchtbare samenwerking met Presley. Blackwell bewonderde Presley, en Presley apprecieerde het talent van Blackwell. Don't Be Cruel werd gevolgd door All Shook Up, dat begin 1957 acht weken lang op nummer 1 stond in Billboard Magazines Top 100. Billboard verkoos het nummer tot "song van het jaar" voor 1957. In 1962 schreef hij samen met Winfield Scott Return to Sender voor de Presleyfilm Girls! Girls! Girls!. Otis Blackwell zong zelf de demo's van zijn composities voor Elvis Presley, die naar verluidt de vocale inflecties van Blackwell letterlijk kopieerde, maar naar eigen zeggen heeft Blackwell Elvis nooit in levenden lijve ontmoet.
Blackwell leverde nog meer hits af voor andere artiesten, waaronder Great Balls of Fire en Breathless voor Jerry Lee Lewis, Handy Man voor Jimmy Jones (een bewerking door Blackwell van een bestaand nummer), later ook opgenomen door Del Shannon en James Taylor, Hey Little Girl voor Dee Clark, en Nine Times Out Of Ten dat een hit werd voor Cliff Richard. Onder anderen ook Clyde McPhatter, Ben E. King, The Coasters en Gene Vincent namen nummers op van Blackwell.
Na de hoogtijdagen van de rock-'n-roll, die rond 1963 voorbij waren, heeft Blackwell niet veel meer geschreven. In de jaren 1970 nam hij zijn carrière als zanger weer op en bracht hij de albums These Are My Songs! en Singin' the Blues uit. In 1990 vestigde hij zich in Nashville. Het jaar nadien werd hij getroffen door een beroerte waardoor hij verlamd werd. Blackwell stierf op 6 mei 2002 in Nashville na een hartaanval.
Blackwell werd in 1986 opgenomen in de Nashville Songwriters Hall of Fame en in 1991 in de Songwriters Hall of Fame. In 1994 kreeg hij een Pioneer Award van de Rhythm and Blues Foundation.

## Tribuut-lp
In 1993 bracht Shanachie Records een tribuut-lp uit, Brace Yourself! A tribute to Otis Blackwell. Daarop spelen vijftien grote namen uit de rock- en bluesmuziek een cover van een van Otis Blackwells nummers:
- Graham Parker: Paralyzed
- Chrissie Hynde & Chris Spedding: Hey Little Boy (Little Girl)
- Paul Rodgers: Home in your heart
- Frank Black & the Stax Pistols: Breathless
- The Smithereens: Let's Talk About Us
- Tom Verlaine: Fever
- Joe Louis Walker: On the power line
- Deborah Harry: Don't be cruel
- Jon Spencer: All Shook up
- Frank Black: Handyman
- Joe Ely & Sue Foley met Sarah Brown & Marcia Ball: Great balls of fire
- Ronnie Spector: Brace yourself
- Willy DeVille: Daddy Rolling Stone
- Dave Edmunds: Return to sender
- Kris Kristofferson: All shook up

## Bekende nummers van Otis Blackwell
| Jaar | titel                                            | Oorspronkelijke Uitvoerders | Andere uitvoerders                                                          |
| ---- | ------------------------------------------------ | --------------------------- | --------------------------------------------------------------------------- |
| 1953 | Daddy Rolling Stone                              | Otis Blackwell              | Derek Martin, Phil Alvin, The Who                                           |
| 1956 | You're The Apple Of My Eyes                      | The Four Lovers             |                                                                             |
| 1956 | Fever                                            | Little Willie John          | Peggy Lee, Elvis Presley, Nina Simone, Ray Charles, Tina Turner, Madonna... |
| 1956 | Don't Be Cruel                                   | Elvis Presley               | Billy Swan, Cheap Trick, Neil Diamond                                       |
| 1957 | All Shook Up                                     | Elvis Presley               | Billy Joel                                                                  |
| 1957 | Paralysed                                        | Elvis Presley               |                                                                             |
| 1958 | Great Balls of Fire (Jack Hammer-Otis Blackwell) | Jerry Lee Lewis             |                                                                             |
| 1958 | Breathless                                       | Jerry Lee Lewis             |                                                                             |
| 1959 | Just Keep It Up                                  | Dee Clark                   |                                                                             |
| 1959 | Hey Little Girl                                  | Dee Clark                   | Chris Spedding                                                              |
| 1960 | Handy Man                                        | Jimmy Jones                 | Del Shannon, James Taylor                                                   |
| 1960 | Nine Times Out Of Ten                            | Ral Donner                  | Cliff Richard                                                               |
| 1962 | Return to Sender                                 | Elvis Presley               |                                                                             |
| 1962 | Slowly                                           | Ann-Margret                 | Noëlle Noblecourt                                                           |
| 1963 | One Broken Heart For Sale                        | Elvis Presley               |                                                                             |